# Великжанин, Виктор Леонидович
Ви́ктор Леони́дович Великжа́нин (17 апреля 1933, Москва — 10 апреля 2012, там же) — заслуженный работник культуры РФ, фотожурналист ИТАР-ТАСС, обладатель золотой медали конкурса «Интерпрессфото» (1970 г.), медали «Достойному» Российской академии художеств, вошел в список 100 лучших фотографов мира (проект «Один день из жизни СССР», 1987 г.), преподаватель факультета журналистики МГУ им. М. В. Ломоносова.

## Биография
Родился 17 апреля 1933 года, в Москве, на Арбате. Его отец, Леонид Андреевич Великжанин, был фотожурналистом ТАСС с 1930 по 1968 годы, работал фоторепортером в годы Великой Отечественной войны — с 27 июня 1941 года и до освобождения Праги и Вены в мае 1945 года, получил множество орденов. Дед Виктора, Андрей Михайлович Великжанин, владел фотосалоном в Новосибирске с 1890 года.
После окончания школы хотел пойти учиться во ВГИК, но по настоянию отца отказался от этой идеи и поступил в Московский энергетический институт. Через несколько лет Виктор начал помогать отцу в работе, пошел на курсы фотожурналистов, где преподавала профессура ВГИКа: Лидия Дыко, Евсей Иофис, доктор философии Шолом Герман, скульптор и академик Юрий Чернов. После окончания института был распределен в закрытый НИИ в Москве.
После смерти отца перешел на работу в ТАСС, поступил в аспирантуру МГУ. 1974 — начало работы в профессиональной репортажной фотографии.
В 1987 году стал одним из ста фотографов, отобранных для работы над американским проектом «Один день из жизни Советского Союза». В проекте приняли участие 40 американских фотографов, 10 европейских и 30 — из СССР.
В 2003 году в Государственной Третьяковской Галерее прошла выставка работ Виктора Леонидовича «Творческая элита на рубеже веков». По итогам выставки Виктору был присужден грант Президента Российской Федерации на издание фотоальбома «Творческая элита на рубеже веков».
В сентябре 2007 года принял участие в акции «Один день Латвии. 20 лет спустя».
Похоронен в Москве на Николо-Архангельском кладбище.

## Персональные выставки
- 1980 — «Олимпиада-80», Центральный Дом Художника, Москва
- 1989 — Союз журналистов ГДР, Берлин, Германия
- 1993 — «Дом Ирины», Галерея «Сегодня», Москва[6]
- 2003 — «Творческая элита на рубеже веков», Государственная Третьяковская Галерея
- 2006 — Выставка в ратуше города Хан Мюнден, Германия
- 2007 — Галерея «Кино», Москва
- 2007 — Дом науки и культуры РФ, Вена, Австрия

## Награды
- 1970 — Золотая медаль «ИНТЕРПРЕСС-Фото»
- 1980 — Бронзовая медаль на выставке «Спорт — посол мира»
- 2001 — Большой медаль и Диплом «Достойному» Российской Академии Художеств[7]
- 2001 — Заслуженный работник культуры РФ[8]